# عمادة (تونس)
العِمَادَة أصغر قسم إداري بالجمهورية التونسية. والعمادة ترجع بالنظر إلى المعتمدية، التي هي بدورها ترجع بالنظر إلى الولاية.

## المناطق الترابية (العمادات) حسب الولايات والمعتمديات
| الولاية    | المعتمدية               | عدد المناطق | المنطقة الترابية (العمادة) |
| ---------- | ----------------------- | ----------- | --- |
| تونس       | قرطاج                   | 6           | سيدي بوسعيد، أميلكار، قرطاج بيرصا، قرطاج الشاطئ، الياسمينة، حي محمد علي. |
| تونس       | المدينة                 | 12          | المدينة، الحفصية، باب البنات، سوق النحاس، الأسواق، باب المنارة، تربة الباي، الزرارعية، سيدي علي عزوز، التوفيق، الصباغين، سيدي بومنديل.                                                           |
| تونس       | باب البحر               | 8           | باب البحر، الحدائق، بحيرة تونس، المنجي سليم، الحبيب ثامر، الطيب المهيري، الهادي شاكر، سيدي البحري.                                                                                               |
| تونس       | باب سويقة               | 11          | ترنجة، باب الخضراء، باب سعدون، برج زوارة، باب العسل، الحلفاوين، باب سويقة، باب سيدي عبد السلام، الزاوية البكرية، حمام الرميمي، سيدي الجبالي.                                                     |
| تونس       | العمران                 | 6           | العمران، الجبل الأحمر، حي الزياتين، راس الطابية، بئر عتيق، وادي السبعي. |
| تونس       | العمران الأعلى          | 9           | حي بن خلدون الأول، الرمانة، حي بن خلدون الثاني، حي بن خلدون السادس، حي الانطلاقة، العمران الأعلى، النسيم، أحمد التليلي، الصديق.                                                                  |
| تونس       | التحرير                 | 5           | التحرير الأول، التحرير الثاني، التحرير الثالث، التحرير العلوي، الحديقة. |
| تونس       | المنزه                  | 5           | غرة جوان، المنزه، الفتح، المنار، المنار(1). |
| تونس       | حي الخضراء              | 8           | حي الخضراء، خير الدين باشا، حي الحدائق، حي السلام، علي البلهوان، فرحات حشاد، الشرقية، البحيرة.                                                                                                   |
| تونس       | باردو                   | 14          | باردو، باردو الشمالي، باردو الجنوبي، الحديقة، بوشوشة، الاقامة الطيبة، خزندار، الفتح، قصر السعيد، قصر السعيد الثاني، البساتين، السعادة، قصر البرطال، ابن سيناء.                                   |
| تونس       | السيجومي                | 6           | حي هلال، علي البلهوان، النجاح، حي الشهداء، بئر عنيبة، الملاسين. |
| تونس       | الزهور                  | 6           | الزهور، الزهور الرابع، السعادة، السمران، حي الطيران، باش حانبة. |
| تونس       | الحرائرية               | 9           | الحرائرية، الزهور الخامس، العقبة، العقبة العليا، غدير القلة، العنتيت، الفلة، طارق بن زياد، الزهروني.                                                                                             |
| تونس       | سيدي حسين               | 9           | برج شاكير، الجيارة، سيدي حسين، 25 جويلية، 14 جانفي، 20 مارس، عطار، بيرين، مغيرة انزال. |
| تونس       | الوردية                 | 6           | الوردية، بوقطفة، الطاهر صفر، حي الازدهار، حي محمد علي، سيدي بلحسن. |
| تونس       | الكبارية                | 8           | الكبارية(1)، الكبارية(2)، الكبارية(3)، الكبارية(4)، حي النور، ابن سيناء(1)، ابن سيناء(2)، المروج(2).                                                                                             |
| تونس       | سيدي البشير             | 6           | سيدي البشير، سيدي منصور، معقل الزعيم، فرحات حشاد، أبو القاسم الشابي، السيدة المنوبية. |
| تونس       | جبل الجلود              | 7           | سيدي فتح الله، علي باش حانبة، القرجومة، حي الفتح، السبخاء، الافران، جبل الجلود. |
| تونس       | حلق الوادي              | 5           | حلق الوادي، حلق الوادي كازينو، خير الدين، الطيب المهيري، حي السلامة. |
| تونس       | الكرم                   | 7           | الكرم الشرقي، الرياض، البحيرة، سيدي فرج، الكرم الغربي، سيدي عمر، البئر الحلو. |
| تونس       | المرسى                  | 10          | المرسى الشاطئ، المرسى المدينة، المرسى الحدائق، المرسى الرياض، الرميلة، المرسى المنتزه، قمرت، قمرت العليا، سيدي داود، البحر الازرق.                                                               |
| أريانة     | أريانة المدينة          | 9           | أريانة الجديدة، أريانة العليا، أريانة المدينة، المنزه الخامس، المنزه السادس، التعمير، الياسمينة، النصر1 ، النصر2.                                                                                |
| أريانة     | سكرة                    | 7           | سكرة، دار فضال ، البساتين، شطرانة، برج الوزير، النسيم، التعمير الخامس. |
| أريانة     | رواد                    | 7           | جعفر، النخيلات، المدينة الفاضلة، الغزالة، رواد، برج الطويل، سيدي عمر بو خطيوة. |
| أريانة     | قلعة الأندلس            | 6           | قلعة الاندلس، قلعة الأندلس الغربية، قنطرة بنزرت، بوحنش، الحسيان، النحلي. |
| أريانة     | سيدي ثابت               | 5           | سيدي ثابت، بجاوة، المنجي سليم، سبالة بن عمار، شرفش. |
| أريانة     | حي التضامن              | 9           | حي التضامن، ابن خلدون، 9 أفريل، 18 جانفي، 2 مارس، المنجي سليم، التضامن 4، أبو القاسم الشابي، خير الدين باشا.                                                                                     |
| أريانة     | المنيهلة                | 5           | المنيهلة، الرفاهة، النصر، البساتين، 15 أكتوبر. |
| منوبة      | منوبة                   | 6           | منوبة، منوبة الوسطى، سيدي عمر، الدندان، قصر السعيد، الدندان الجنوبي. |
| منوبة      | وادي الليل              | 7           | وادي الليل، السعيدة، الرياض، حي الورد، النجاة، صنهاجة، القباعة. |
| منوبة      | طبربة                   | 7           | طبربة، الانصارين، الدخيلة، الملاحة، أحواز طبربة، الرجاء، الشويقي. |
| منوبة      | البطان                  | 4           | البطان، برج التومي، المهرين، العروسية. |
| منوبة      | الجديدة                 | 6           | الجديدة، الجديدة حشاد، شواط، المنصورة، الزاهرة، الحبيبية. |
| منوبة      | المرناقية               | 8           | المرناقية، المرناقية الشمالية، 20 مارس، بورقبة، الفجة، سيدي علي الحطاب، حميم، البساتين. |
| منوبة      | برج العامري             | 4           | برج العامري ، منزل الحبيب، برج النور، المساعدين. |
| منوبة      | دوار هيشر               | 5           | دوار هيشر، خالد بن الوليد، حي الرياض، حي النسيم، حي الشباب. |
| بن عروس    | بن عروس                 | 6           | بن عروس الشرقية، حي ابن عرفة، المهيري، بن عروس الغربية، سيدي بن عروس، حي الإسكان. |
| بن عروس    | المدينة الجديدة         | 5           | المدينة الجديدة1، المدينة الجديدة 2، سيدي مصباح، الياسمينات، الرابطة. |
| بن عروس    | المروج                  | 6           | المروج(1)، المروج(3)، المروج(4)، المروج(5)، بئر القصعة، فرحات حشاد. |
| بن عروس    | حمام الأنف              | 6           | حمام الأنف المدينة، حمام الأنف المدينة 2، حمام الأنف بوقرنين، فرحات حشاد، حمام الأنف الملعب، حي محمد علي.                                                                                        |
| بن عروس    | حمام الشط               | 3           | بئر الباي، برج السدرية، حمام الشط. |
| بن عروس    | بومهل البساتين          | 4           | بومهل ، البساتين، البساتين الغربية، شالة. |
| بن عروس    | الزهراء                 | 4           | الزهراء المدينة، حي الحبيب، 18 جانفي، برج الوزير. |
| بن عروس    | رادس                    | 8           | رادس المدينة، رادس الملاحة، الطيب المهيري، رادس رمادة، المنجي سليم، رادس الغابة، رادس مليان، نوبو.                                                                                               |
| بن عروس    | مقرين                   | 8           | مقرين العليا، مقرين الرياض، جوهرة، منزل مبروك، مقرين شاكر، مقرين شاكر2، سيدي رزيق، سيدي رزيق2.                                                                                                   |
| بن عروس    | المحمدية                | 5           | المحمدية، المنجي سليم، حي السعادة، حي النسيم، سيدي فرج. |
| بن عروس    | فوشانة                  | 7           | فوشانة، حي المستقبل، الهضاب، المغيرة، نعسان، شبدة، دوار الحوش. |
| بن عروس    | مرناق                   | 14          | مرناق، مرناق الغربية، الخليدية، الزاوية، جبل الرصاص، سيدي سالم القارصي، الكبوطي، عين رقاد، القنة، سيدي سعد، السلام، الرسالة، أوذنة، القصيبي.                                                     |
| نابل       | نابل                    | 6           | الأسواق، النور، بئر شلوف، نيابوليس، الحدائق، الهادي شاكر. |
| نابل       | دار شعبان الفهري        | 4           | دار شعبان، الفهري، الفرينين، عمرون. |
| نابل       | بني خيار                | 5           | بني خيار، ديار بن سالم، المعمورة، الصمعة، حلفاء. |
| نابل       | قربة                    | 8           | بني عياش، قرعة ساسي، ديار الحجاج، قربة الشرقية، قربة الغربية، تازركة، بوجريدة، بولدين. |
| نابل       | منزل تميم               | 9           | الوديان، الرعينين، بني عبد العزيز، الصقالبة، علي البلهوان، الطيب المهيري، منزل حر، عصفور، لزدين.                                                                                                 |
| نابل       | الميدة                  | 6           | تافلون، الميدة، فرتونة، أم ذويل، لبنة، القرشين. |
| نابل       | قليبية                  | 5           | وادي الخطف، ملول، أزمور، قليبية الشرقية، قليبية الغربية. |
| نابل       | حمام الأغزاز            | 4           | حمام الغزاز، دار علوش، حارة الشعراء، وزدرة. |
| نابل       | الهوارية                | 8           | الهوارية الجوفية، الهوارية القبلية، صاحب الجبل الجوفية، صاحب الجبل القبلية، بوكريم، تزغران الشرقية، تزغران الغربية، زاوية المقايز.                                                               |
| نابل       | تاكلسة                  | 5           | وادي العبيد، بئر الزيت، العريمة، تاكلسة الجوفية، تاكلسة الوسطى. |
| نابل       | سليمان                  | 5           | المريسة، الشريفات، بوشراي، سليمان، سليمان الجنوبية. |
| نابل       | منزل بوزلفة             | 5           | داموس الحاجة، الرحمة، منزل بوزلفة الجوفية، منزل بوزلفة القبلية، منزل بوزلفة الغربية. |
| نابل       | بني خلاد                | 6           | بني خلاد الجوفية، بني خلاد الشرقية، بني خلاد القبلية، زاوية الجديدي، القبة الكبيرة ، بئر دراسن.                                                                                                  |
| نابل       | قرمبالية                | 9           | فندق الجديد، سماش، نيانو، تركي، خنقة الحجاج، قرنبالية الشرقية، قرنبالية الغربية، جبل طريف، عين طبرنق.                                                                                            |
| نابل       | بوعرقوب                 | 7           | سيدي الظاهر، المشروحة، برج حفيظ، بوعرقوب الجوفية، بوعرقوب القبلية، بلي، الخروبة. |
| نابل       | الحمامات                | 9           | سيدي الجديدي، الأطرش، بئر بورقبة، براكة الساحل، ياسمين الحمامات، الحمامات الجوفية، الحمامات الشرقية، الحمامات الغربية، المرازقة.                                                                 |
| بنزرت      | بنزرت الشمالية          | 13          | حسن النوري، الحبيب بوقطفة، الكرنيش، المدينة، الشيخ إدريس، القنال، بوبكر باكير، عين مريم، الحبيب الحداد، المؤتمر، الهناء، 15 أكتوبر، جزيرة جالطة.                                                 |
| بنزرت      | جرزونة                  | 4           | جرزونة الغربية، جرزونة الشرقية، جرزونة الشمالية، جرزونة الجنوبية. |
| بنزرت      | بنزرت الجنوبية          | 10          | تسكراية، فرحات حشاد، مرنيصة، هيشر، سيدي عامر، اللواتة، باب ماطر، حي الجلاء، المصيدة، سيدي أحمد.                                                                                                  |
| بنزرت      | سجنان                   | 8           | سجنان، المعالية، العبابسة، الحشاشنة، السحابنة، سيدي مشرق، أمادن، المشارقة. |
| بنزرت      | جومين                   | 9           | أولاد غانم، السمان، الشنانة، تاهنت، كاف غراب، بالرايس، الطواجنية، بازينة، رواحة. |
| بنزرت      | ماطر                    | 10          | ماطر، أحواز ماطر، ماطر الجنوبية، حي النصر، نفات، حي الصداقة، ترقلاش، عرب ماجور، بهاية، بومخيلة.                                                                                                  |
| بنزرت      | غزالة                   | 9           | غزالة، العرب، الذواودة، حشاد، أولاد الماي، سيدي عيسى، ركب، بوجرير، سيدي منصور. |
| بنزرت      | منزل بورقيبة            | 8           | النجاح (1)، النجاح (2)، قبطنة (1)، قبطنة (2)، حي الثورة، المدينة، الشلاغمية، حي الحدائق. |
| بنزرت      | تينجة                   | 3           | تينجة، قنقلة، الزعرور. |
| بنزرت      | أوتيك                   | 8           | أوتيك، أوتيك الجديدة، البسباسية، الحويض، المبطوح، عين غلال، سيدي عثمان، باش حانبة. |
| بنزرت      | غار الملح               | 4           | غار الملح، باجو، عوسجة ، الزواوين. |
| بنزرت      | منزل جميل               | 5           | منزل جميل الشرقية، منزل جميل الغربية، منزل عبد الرحمان الشرقية، منزل عبد الرحمان الغربية، العزيب.                                                                                                |
| بنزرت      | العالية                 | 4           | سيدي علي الشباب، العالية الشمالية، العالية الجنوبية، الخيتمين. |
| بنزرت      | رأس الجبل               | 7           | رأس الجبل الشمالية، رأس الجبل الجنوبية، الماتلين، الماتلين الغربية، صونين، رفراف، القرية. |
| زغوان      | زغوان                   | 9           | زغوان المدينة، زغوان الشمالية، زغوان الجنوبية، بئر حليمة، مقرن، جيملة، العيثة، عين الصابون، وادي الزيت.                                                                                          |
| زغوان      | الزريبة                 | 8           | الجوف الشرقية، الجوف الغربية، الزريبة الحمام الجنوبية، الزريبة الحمام الشمالية، الزريبة القرية، بوعشير، جرادو، عين الباطرية.                                                                     |
| زغوان      | بئر مشارقة              | 8           | بئر مشارقة، بئر مشارقة المحطة، دلائل العروس، سمنجة، جبل الوسط، عين الصفصاف، بوشة، عين عسكر. |
| زغوان      | الفحص                   | 13          | أحواز الفحص، جوقار، بئر مقرة، أم الابواب، أولاد الزوابي، الفحص، الدروع، الغريفات، بنت سعيدان، العمايم الشمالية، العمايم الجنوبية، وادي الخضراء، تليل الصالحي.                                    |
| زغوان      | الناظور                 | 5           | الناظور، عين البطوم، صوار، بئر الشاوش، سوغاس. |
| زغوان      | صواف                    | 5           | صواف الشرقية، صواف الغربية، الحميرة، الدغافلة الشرقية، الدغافلة الغربية. |
| سوسة       | سوسة المدينة            | 5           | بوجعفر، المدينة، على البلهوان، محمد معروف، خزامة. |
| سوسة       | الزاوية القصيبة الثريات | 3           | زاوية سوسة، قصيبة سوسة، الثريات. |
| سوسة       | سوسة الرياض             | 3           | الزهور، حي الرياض، حمام معروف. |
| سوسة       | سوسة جوهرة              | 6           | وادي بليبان، سهلول، حشاد، الهادي شاكر، بوحسينة، محمد القروي. |
| سوسة       | سوسة سيدي عبد الحميد    | 4           | الطيب المهيري، إبن خلدون، قصيبة الشط، سيدي عبد الحميد. |
| سوسة       | حمام سوسة               | 5           | المدينة، القنطاوي، بئر موسى، سهلول، الغرابي. |
| سوسة       | أكودة                   | 6           | أكودة الشرقية، أكودة الغربية، شط مريم، شط الرمان، الفقاعية، الطنطانة. |
| سوسة       | القلعة الكبرى           | 6           | الجرابعة، الزعارنة الغربية، الزعارنةالشرقية، أولاد محمد، السد الغربي، بلعوم. |
| سوسة       | سيدي بوعلي              | 7           | سيدي بوعلي، السد القبلي، السد الجوفي، الشويشة، وريمة، منزل المحطة، المهاذبة. |
| سوسة       | هرقلة                   | 3           | هرقلة، العريبات، السويح. |
| سوسة       | النفيضة                 | 13          | النفيضة، الفــرادة، قريميط الشرقية، قـريميط الغربية، الشقـارنية، أولاد عبدالله، تكرونة، منزل فاتح، القارصي، عين مذاكر، هيشر، منزل دار بلواعر، مرابط حشاد.                                        |
| سوسة       | بوفيشة                  | 9           | بوفيشة، وادي الخروب، سيدي خليفة، الصفحة، سيدي سعيد، عين الرحمة، المثاليث، السلوم، سيدي مطير. |
| سوسة       | كندار                   | 7           | كندار، البئر الجديد، البلالمة، البشاشمة، أولاد العابد، القماطة، أولاد عامر. |
| سوسة       | سيدي الهاني             | 6           | سيدي الهاني المركزية، سيدي الهاني الغربية، سيدي الهاني الجنوبية، أولاد علي بلهاني، كروسية الغربية، كروسية المركزية.                                                                              |
| سوسة       | مساكن                   | 17          | التوارة الشمالية، التوارة الجنوبية، الجديديين، الجبليين، الحبيب ثامر، المردين، المناعمة، الغربيين، الكنائس، القبليين، النور، الفرادي، البرجين، بني ربيع، بني كلثوم، النجاجرة، المسعدين.          |
| سوسة       | القلعة الصغرى           | 5           | القلعة الصغرى الشرقية، القلعة الصغرى حشاد، القلعة الصغرى المدينة، النقر، وادي ولاية. |
| المنستير   | المنستير                | 9           | المدينة، المدينة 2، باب الغربي، الربط، الحلية، الحلية 2، صقانس، خنيس، خنيس الشمالية. |
| المنستير   | الوردانين               | 5           | الوردانين الشمالية، الوردانين الجنوبية، منزل خير، سيدي بوعثمان، وادي الجبس. |
| المنستير   | الساحلين                | 5           | الساحلين الشرقية، الساحلين الغربية، سيدي عامر، معتمر، مسجد عيسى. |
| المنستير   | زرمديـن                 | 5           | المزاوغة، منزل الحياة، المليشات، زرمدين الشمالية، زرمدين الجنوبية. |
| المنستير   | بني حسان                | 5           | بني حسان القبلية، بني حسان الجوفية، حاتم، الجنائحة، الغنادة. |
| المنستير   | جمَّال                    | 9           | جمال القبلية، جمال الجوفية، جمال الشرقية، جمال الغربية، زاوية قنطش، بئر الطيب، منزل كامل، الهدادرة، الطيايرة.                                                                                    |
| المنستير   | بنبلة                   | 6           | بنبلة، بنبلـةالغربية، المنارة، منزل النور، المصدور، منزل حرب. |
| المنستير   | المكنين                 | 13          | المكنين الشرقية، المكنين القبلية، المكنين الجوفية، راس الواديّ، المكنين الغربية، خير الدين، سيدي بنور، منزل فارسي، الشراحيل، عميرة الفحول، عميرة الحجاج، عميرة التوازرة، عميرة التوازرة الجنوبية. |
| المنستير   | البقالطة                | 4           | البقالطة الشمالية، البقالطة الجنوبية، البقالطة الشرقية، البغدادي. |
| المنستير   | طبلبة                   | 5           | حومة السوق، الفضلين، العيايشة، السكرين، بودريس. |
| المنستير   | قصر هلال                | 4           | عياد، صوة، بوزويتة، حي الرياض. |
| المنستير   | قصيبة المديوني          | 5           | قصيبةالمديوني، طوزة، بنان القبلية، بنان الجوفية، بوضر. |
| المنستير   | صيادة لمطة بوحجر        | 4           | صيادة الشرقية، صيادة الغربية، لمطة ، بوحجر. |
| المهدية    | المهدية                 | 14          | المهدية، زويلة، زويلة الجنوبية، رجيش، رجيش الجنوبية، شيبة، السعد، الجواودة، الزهراء، الزقانة، هيبون، الرمل، الحكايمة الشرقية، الحكايمة الغربية.                                                  |
| المهدية    | بومرداس                 | 9           | بومرداس، الحوس، كركر، الزراطة، الرواضي، الشوارعية، بوهلال العلي القبلية، بوهلال العلي الجوفية، منزل حمزة.                                                                                        |
| المهدية    | أولاد الشامخ            | 8           | أولاد الشامخ الجنوبية، أولاد الشامخ الشمالية، أولاد عمر، الشحيمات الشمالية، العجيلات، السمرة، بوسليم، المحارزة الشمالية.                                                                         |
| المهدية    | شربان                   | 10          | شربان، المعاطي، الشحدة القبلية، الشحدة الشرقية، القواسم الغربية، القواسم الشرقية، الشرف، القرادحة الغربية، القرادحة الشرقية، أولاد الحناشي.                                                      |
| المهدية    | هبيرة                   | 5           | هبيرة، منزل حشاد، الرقايقة، الشحدة الغربية، المحارزة الجنوبية. |
| المهدية    | السواسي                 | 11          | السواسي، السيدة، سيدي الناصر، سيدي زيد، بوهلال، الشريشيرة، الكساسبة، الزعيرات، أولاد مولاهم الشمالية، أولاد مولاهم الغربية، الشحيمات القبلية.                                                    |
| المهدية    | الجم                    | 10          | الزاوية، المرابطين، رياض بوهلال، العيثة، المشالات، الزغابنة، الطواهرية، العبابسة، التلالسة، العشابة.                                                                                             |
| المهدية    | الشابة                  | 3           | الشابة الشمالية، الشابة الجنوبية، السعفات. |
| المهدية    | ملولش                   | 5           | ملولش، العيثة، المنصورة، بن حسين، سيدي عبد العزيز. |
| المهدية    | سيدي علوان              | 12          | سيدي علوان الغربية، سيدي علوان الشرقية، زردة، ساقية الخادم، البساتين، وادي باجة الشمالية، وادي باجة الجنوبية، زالبة الشرقية، زالبة الغربية، النزهة، وادي قلات، السعادة.                          |
| المهدية    | قصور الساف              | 12          | القصر، قصور الساف الرياض، القطانين، قصور الساف التقدم، سلقطة، الغضابنة، أولاد صالح، سيدي عساكر الغربية، الرشارشة، الحسينات، البرادعة الجنوبية، البرادعة الشمالية.                                |
| صفاقس      | صفاقس المدينة           | 12          | المدينة، باب البحر، الحي الخيري، البساتين، الربض، 15 نوفمـبر، عين شيخ روحه، الحي التعويضي، مركز قدور، مركز الباشا، سيدي عباس، محمد علي.                                                          |
| صفاقس      | صفاقس الغربية           | 7           | مركز شاكر، حي الحبيب، سكرة، العالية، وادي الرمل، الهدى ، حي البحري. |
| صفاقس      | ساقية الزيت             | 7           | ساقية الزيت، مركز بوعصيدة، السدرة، الأنس، الشيحية، تنيور، سيدي صالح . |
| صفاقس      | ساقية الداير            | 8           | ساقية الداير، الخيرية، مركز السبعي، البدارنة، سيدي منصور، حي بورقيبة، السلطنية، مركز كعنيش. |
| صفاقس      | صفاقس الجنوبية          | 7           | العين، قرمدة، بوزيان، الافران الشمالية، الخزانات، العوابد، عيون المايل. |
| صفاقس      | طينة                    | 3           | طينة، سيدي عبيد، الحاجب. |
| صفاقس      | عقارب                   | 8           | عقارب ، قرقور، بولذياب، المحروقة، التربة، بن سهلون، زليانة، الصغار. |
| صفاقس      | جبنيانة                 | 8           | جبنيانة، بطرية، بلتش، حزق، القلالجة، العجانقة، اللوزة، الحوض. |
| صفاقس      | العامرة                 | 6           | العامرة، بليانة، المساترية، السلام، ذراع بني زياد، بودربالة. |
| صفاقس      | الحنشة                  | 9           | الحنشة، النصر، سيدي حسن بلحاج، دخان، بئر الشعبة، مركز مصباح، بئر صالح، الحجارة، الجواودة. |
| صفاقس      | منزل شاكر               | 12          | منزل شاكر، بوجربوع، ماجل الدرج، بئر الملولي، بشكة، بوثدي، البـقعة البيضاء، العوادنة، تليل العجلة، الاعشاش، الحاج قاسم، شعلاب.                                                                    |
| صفاقس      | الغريبة                 | 5           | الغريبة، المنار، الحشيشينة الجنوبية، الحشيشينة الشمالية، الشعال. |
| صفاقس      | بئر علي بن خليفة        | 12          | السديرات الشمالية، السديرات الجنوبية، ودران الشمالية، ودران الجنوبية، وادي الشيخ، القندول، سيدي ظاهر، سيدي علي بلعابد، الأبراج، بوسليم، بئر علي بن خليفة، الناظور.                               |
| صفاقس      | الصخيرة                 | 7           | صبيح، الخضراء، نوال، الصخيرة، القنيطرة، سيدي محمد، الحمادة. |
| صفاقس      | المحرس                  | 6           | المحرس، المحرس الجنوبية، الشفار، سيدي غريب، عيثة الشلايا، السمارة. |
| صفاقس      | قـرقنة                  | 10          | العطايا، الرملة، سيدي فرج، مليتة، الكلابين، النجاة، الشرقي، القنطرة، القراطن، أولاد قاسم. |
| باجة       | باجة الشمالية           | 14          | باجة، المزارة، قصر باردو، الزوابي، المنار، القصبة، عزرة، الغيرية، المنشار، قصر مزوار، بوحزام، النقاشية، الغرابة، عين السلطان.                                                                    |
| باجة       | باجة الجنوبية           | 9           | سيدي فرج، الهواري، المعقولة، حمام سيالة، سيدي اسماعيل، المخشبية، سيدي السهيلي، زواغة، مستوتة. |
| باجة       | عمدون                   | 14          | زهرة مدين، زهرة مدين الجنوبية، الفرايجية، الغرفة، الرماضنية، مغراوة، صباح، المجالس، الحمراء، غزية، مالك، الطرهوني، القوسة، الجوزة.                                                               |
| باجة       | نفزة                    | 16          | نفزة الشرقية، نفزة الغربية، وشتاتة، كاف النيقرو، الزوارع، بوزنة، مقطع حديد، بالليف، جبل الديس، فطناسة، غياضة، زاقة، الطبابة، وادي المعدن، الجميلة، الظهيرات.                                     |
| باجة       | تبرسق                   | 10          | تبرسق المدينة، عين الكرمة، المنشية، دقة، ريحانة، عين المـليتي، فدان السوق، عين الحمام، عين جمالة، بئر التوتة.                                                                                    |
| باجة       | تيبار                   | 4           | تيبار، دجبة، عين الدفالي، النشيمة. |
| باجة       | تستور                   | 12          | تستور، ابن زيدون، حي 26 فيفري، مزوغة، زلدو، اولاد سلامة، السلوقية، عين يونس، الصخيرة، وادي الزرقاء، سيدي عبد العزيز، سيدي عامر.                                                                  |
| باجة       | قبلاط                   | 8           | قبلاط ، القمرتي، قرام، دور اسماعيل، بئر العش، خنيقة الدهان، خشاب، شيخ الوديان. |
| باجة       | مجاز الباب              | 14          | مجاز الباب المدينة، مجاز الباب الجنوبية، سيدي مدين، القصر، الهري، توكابر، شواش، سيدي نصر، سيدي احمد الجديدي، القريعات، حيدوس، المواطيس، قريش الوادي، سيدي الرائس.                                |
| جندوبة     | جندوبة                  | 12          | الزغادية، جندوبة الجنوبية، النور، السعادة، الملقى، التطور، سوق السبت، العيثة، عين كريمة، معلة، الجريف، العزيمة.                                                                                  |
| جندوبة     | جندوبة الشمالية         | 10          | الفردوس، الهادي بن حسين، الزهور، الخضراء، السواني، بلاريجيا، زطفورة ، شمتو، الدير، سوق الجمعة.                                                                                                   |
| جندوبة     | بوسالم                  | 9           | بوسالم الشمالية، بوسالم الجنوبية، الروماني، البراهمي، المرجى، البئر الأخضر، الكدية، المنقوش، سيدي عبيد.                                                                                          |
| جندوبة     | طبرقة                   | 8           | طبرقة، الريحان، الحامدية، الحمام، عين الصبح، الناظور، ملولة، عين المنوسي. |
| جندوبة     | عين دراهم               | 12          | عين دراهم المدينة، عين دراهم الأحواز، أولاد سدرة، العطاطفة، الحمران، التبائنية، الخمائرية، سلول، الرويعي، تاقمة، عين سلام، وادي الزان.                                                           |
| جندوبة     | فرنانة                  | 15          | فرنانة، وادي غريب، ربيعة، أولاد مفدة، القوايدية، بني مطير، قلوب الثيران، قلوب الثيران الشمالية، هذيل، العاذر، الجواودة، عين البية، بوهرتمة، حليمة، سيدي عمّار.                                    |
| جندوبة     | غار الدماء              | 12          | غار الدماء، غار الدماء الشمالية، المعدن، الرخاء، عين سلطان، وشتاتة، الدورة، الصرية، فرقصان، فج حسين، المراسن، القلعة.                                                                            |
| جندوبة     | وادي مليز               | 5           | وادي مليز الشرقية، وادي مليز الغربية، الدخايلية، حكيم الشمالية، حكيم الجنوبية. |
| جندوبة     | بلطة بوعوان             | 12          | عسيلة، غزالة، العواوضة، البلدية، الشواولة، بني محمد، السمران، بلطة، عبد الجبار، بوعوان، وادي كساب، بولعابة.                                                                                      |
| الكاف      | الكاف الغربية           | 3           | وادي الرمل الشمالية، وداي الرمل الجنوبية، الحوارث الجنوبية. |
| الكاف      | الكاف الشرقية           | 8           | الشرفيين، بنعنين، الحوارث الشمالية، الزعفران، وادي السواني، وادي السواني الجنوبية، دير الكاف، حشاد.                                                                                              |
| الكاف      | نبـر                    | 9           | نبر، سركونة، تل الغزلان، سيدي خيار، ملاق، بهرة، سيدي مدين، القصر، الشتاتلة . |
| الكاف      | الطويرف                 | 4           | الطويرف، ملالة، الأذياب، ولجة السدرة. |
| الكاف      | ساقية سيدي يوسف         | 8           | ساقية سيدي يوسف، السفاية، عين مازر، جرادو، فرشان، عين الكرمة، سيدي رابح، الطابية. |
| الكاف      | تاجروين                 | 12          | تاجروين الشمالية، تاجروين الجنوبية، عين الآبار، حي بورقيبة، سيدي مطير، النجاة، سيدي عبد الباسط، جزة، الحوض، منزل سالم، برج الديوانة، قرن حلفاية.                                                 |
| الكاف      | قلعة سنان               | 9           | قلعة سنان، بوجابر، الصفصاف، مزيتة، الفالتة، سد الخير، عين سنان، الحميمة، المحجوبة. |
| الكاف      | القلعة الخصبة           | 4           | القلعة الخصباء، هنطاية، سيدي أحمد الصالح، الناظور. |
| الكاف      | الجريصة                 | 6           | الجريصة المركزية، الجريصة الشمالية، الجريصة الجنوبية، بسريانة، فج التمر، النعايم. |
| الكاف      | القصور                  | 6           | القصور، عين القصيبة، بانو، اللواتة، عين فضيل، الزيتونة. |
| الكاف      | الدهماني                | 9           | الدهماني، الدهماني الشمالية، الزوارين، ثرمدة، عبيدة، ابة، المدينة، سيدي بركات الشمالية، سيدي بركات الجنوبية.                                                                                     |
| الكاف      | السرس                   | 9           | السرس الشمالية، السرس الجنوبية، حي النور، بوصليعة، الاربص، المرجى، الابار، الابارالشرقية، الآس.                                                                                                  |
| سليانة     | سليانة الشمالية         | 8           | سليانة المدينة، سليانة الشمالية، العرب، جامة، مصوج، الجوي، الخلصة، عين الديسة. |
| سليانة     | سليانة الجنوبية         | 9           | سليانة الجنوبية، مرج المقدم، السفينة، سيدي مرشد، سيدي منصور، سيدي حمادة، سجة، اولاد زناق، القابل.                                                                                                |
| سليانة     | بوعرادة                 | 6           | أحواز بوعرادة، بوعرادة، فطيس، هنشير الرومان، سيدي عبد النور، طرف الشناء. |
| سليانة     | قعفور                   | 7           | قعفور الشرقية، قعفور الغربية، الاخوات، عين زريق، الاحواز الشمالية، الاحواز الجنوبية، الاقصاب. |
| سليانة     | العروسة                 | 5           | العروسة، بوجليدة، الرميل، مسراطة، سيدي عياد. |
| سليانة     | الكريب                  | 7           | الكريب الشمالية، الكريب الجنوبية، الدخانية، حمام بياضة الشمالية، حمام بياضة الجنوبية، برج المسعودي الشمالية، برج المسعودي الجنوبية.                                                              |
| سليانة     | بورويس                  | 6           | بورويس الشمالية، بورويس الجنوبية، التريشة، العباسي، عين عاشور، محطة الكريب. |
| سليانة     | مكثر                    | 11          | مكثر الشمالية، مكثر الجنوبية، صيار، القرعة، باز، بني حازم، راس الوالي، الصدين، الشوارنية، سند الحداد، السوالم.                                                                                   |
| سليانة     | الروحية                 | 10          | الحبابسة الشمالية، الحبابسة الجنوبية، الجميلات، السميرات الشمالية، السميرات الجنوبية، المساحلة، الهرية، الروحية، الحميمة، بوعجيلة.                                                               |
| سليانة     | كسرى                    | 9           | كسرى، الحمام، المنصورة الشمالية، المنصورة الجنوبية، بوعبد الله، القرية الشمالية، القرية الجنوبية، الفضول، اللوزة.                                                                                |
| سليانة     | برقو                    | 8           | برقو، احواز برقو، اولاد فرج، سيدي سعيد، عين فرنة، عين بوسعدية، الدريجة، البحرين. |
| القيروان   | القيروان الشمالية       | 12          | الانصار، الجامع الشمالية، الجامع الجنوبية، القبلية الشمالية، الجبلية الشمالية، الجبلية الجنوبية، المنشية، الأغالبة، الباطن، ذراع التمار، المتبسطة، الغابات.                                      |
| القيروان   | القيروان الجنوبية       | 15          | المنصورة الشمالية، المنصورة الجنوبية، القبلية الجنوبية، مرق الليل، رقادة، زرود، التبان، أولاد نهار، الخزازية، المخصومة، النبش، زعفرانة، الخضراء، الحمام، بريكات العرقوب.                         |
| القيروان   | الشبيكة                 | 8           | الشبيكة، الجواودة، العوامرية، الرويسات، عبيدة، سيدي علي بن سالم، هماد، الكرمة. |
| القيروان   | السبيخة                 | 15          | السبيخة المركز، عين بومرة، الفريوات، سيدي مسعود، الدخيلة، الذريعات، القفي، العلم، القطيفة، العويثة، سيسب، الشرفة، الشقافية، سرديانة، وادي الخريوع.                                               |
| القيروان   | الوسلاتية               | 9           | معروف، الوسلاتية الشرقية، الوسلاتية الغربية، المنزل، جبل السرج، زغدود ، جبل الريحان، وادي القصب، البحاير.                                                                                        |
| القيروان   | حفوز                    | 8           | حفوزالمركز، خيط الوادي، وادي الجباس، العين البيضاء، الحوفية، الشريشيرة، طرزة الجنوبية، أولاد خلف الله.                                                                                           |
| القيروان   | العلا                   | 9           | العلا، المساعيد، القطار، مسيوتة الهناشير، مسيوتة النقاز، صيادة الشمالية، صيادة الجنوبية، أولاد عمر، طرزة الشمالية.                                                                               |
| القيروان   | حاجب العيون             | 9           | الحاجب المركز، أحواز الحاجب، الشواشي، السرجة، القنطرة، الهدايا، الغويبة، وادي الحجل، الرحيمة. |
| القيروان   | نصر الله                | 5           | نصر الله المركز، نصر الله الاحواز، المنارة، الكبارة، البريكات. |
| القيروان   | الشراردة                | 5           | الشراردة، بئر الحلو، أولاد فرج الله الجنوبية، الشرائطية الجنوبية، القصور. |
| القيروان   | بوحجلة                  | 14          | بوحجلة المركز، بوحجلة الاحواز، جهينة الجنوبية، جهينة الشمالية، القطيطير، أولاد عاشور، الفتح، أولاد فرج الله الشمالية، النصر، بئر مسيكين، المويسات، بئربوساري، الشرائطية الشمالية، الشوامخ.       |
| القيروان   | عين جلولة               | 2           | جبل وسلات، عين جلولة. |
| القيروان   | منزل المهيري            | 3           | الحميدات، الفجيج، الطويلة. |
| سيدي بوزيد | سيدي بوزيد الغربية      | 12          | سيدي بوزيد، سيدي بوزيد الجنوبية، النور، سيدي بوزيد الغربية، سيدي سالم، الهيشرية، الفريو، الصداقية، أم العظام(1)، أم العظام(2)، الطويلة، النصر.                                                   |
| سيدي بوزيد | سيدي بوزيد الشرقية      | 12          | الأحواز، بنور، فائض، الأسودة، العامرة، المكارم، المكارم الشرقية، العقلة، عين رباو، الحنية ابازيد، قارة حديد، الزيتونة.                                                                           |
| سيدي بوزيد | جلمة                    | 11          | جلمة الشرقية، جلمةالغربية، لزيرق، سلتة، زغمار، غدير الزيتون، باطن الغزال الجنوبية، باطن الغزال الشمالية، العضلة، الحميمة، الابيض.                                                                |
| سيدي بوزيد | سبالة أولاد عسكر        | 5           | السبالة، العامرة، السد، مغيلة، العيون. |
| سيدي بوزيد | بئر الحفي               | 9           | بئر الحفي، المحمدية، القصر، بئرعمامة، المزارة، السلامة، ورغة، رحال، بئر بوصبيع . |
| سيدي بوزيد | سيدي علي بن عون         | 7           | سيدي علي بن عون، الرابطة، الساهلة، الواعرة، ابراهيم، المنصورة الشرقية، اولاد المنصورة الغربية.                                                                                                   |
| سيدي بوزيد | منزل بوزيان             | 7           | منزل بوزيان، النوامر، قلال، الخرشف، الخروبة، العمرية، العمران. |
| سيدي بوزيد | المكناسي                | 9           | الجباس، الغريس الغربية، مش، المكناسي الشرقية، المكناسي الغربية، المكناسي الشمالية، الزوارع، المبروكة، النصر.                                                                                     |
| سيدي بوزيد | سوق الجديد              | 8           | سوق الجديد، غريويس، القصيرة، سقدال، الرميلية، أولاد الفالح، الزفزاف، بئر بدر. |
| سيدي بوزيد | المزونة                 | 9           | المزونة، الفوني، بوهدمة، الغريس الشرقية، الخبنة، الدوارة، الخوي، البسباس، السد. |
| سيدي بوزيد | الرقاب                  | 12          | الرقاب، قصر الحمام الشرقية، قولاب، الرضاع، الرضاع الشرقية، بودينار، قصر الحمام الغربية، قبرار، ريحانة، السكبة، فرش غريب، اولاد عوني.                                                             |
| سيدي بوزيد | السعيدة                 | 5           | السعيدة الشمالية، السعيدة الجنوبية، السعيدة الشرقية، الخشم الشرقية، الخشم الغربية. |
| سيدي بوزيد | أولاد حفوز              | 9           | أولادحفوز، الذويبات الجنوبية، سيدي خليف، الحنية، كسودة، المباركية، الشواشنية، سيدي اللافي، الذويبات الشمالية.                                                                                    |
| القصرين    | القصرين الشمالية        | 6           | النور الشرقي، النورالغربي، البساتين، الخضراء، العريش، بولعابة. |
| القصرين    | القصرين الجنوبية        | 6           | العويجة، بولهيجات، مقدودش، بوزقام، سيدي حراث، الدغرة. |
| القصرين    | الزهور                  | 6           | الزهورالشرقي1، الزهورالشرقي2، الزهورالغربي1، الزهورالغربي2، الزهور الغربي3، الزهور الغربي4. |
| القصرين    | حاسي الفريد             | 5           | حاسي الفريد، الهشيم، خنقة الجازية، السلوم، الكامور. |
| القصرين    | سبيطلة                  | 14          | سبيطلة، حي السرور، سمامة، الرخمات، القنة، الدولاب، الشرائع، مشرق الشمس، الوساعية، الخضراء، الآثار، المزراة، القرعة الحمراء، القصر.                                                               |
| القصرين    | سبيبة                   | 7           | سبيبة، الاحواز، وادي الحطب، إبراهيم الزهار، عين زيان، الثماد، عين الخمائسية. |
| القصرين    | جدليان                  | 5           | جدليان، فج تربح، عين الحمادنة، محرزة، عين أم الجدور. |
| القصرين    | العيون                  | 6           | العيون، القرين، البرك، البواجر، توشة، عين السلسلة. |
| القصرين    | تالة                    | 13          | تالة الشرقية، تالة الغربية، الدشرة، عين الجديدة، برماجنة، وادي الرشح، الجوي، الحماد، زلفان، بو الأحناش، سيدي محمد، ولجة الظل، الشافعي.                                                           |
| القصرين    | حيدرة                   | 6           | حيدرة، الطباقة، المكيمن، الاجرد، الصري، عين الدفلة. |
| القصرين    | فوسانة                  | 13          | فوسانة، فوسانة الاحواز، خمودة الشمالية، خمودة الجنوبية، أولاد محفوظ، أفران، المزيرعة، العذيرة، الحازة، البريكة، بودرياس، عين الجنان، الرطيبات.                                                   |
| القصرين    | فريانة                  | 12          | فريانة، العرق، الاحواش، الصخيرات، العرعار، حناشي، قارة النعام، بوشبكة، أم علي، بوحية، تلابت، عبدالعظيم.                                                                                          |
| القصرين    | ماجل بلعباس             | 7           | ماجل بلعباس الشمالية، ماجل بلعباس الجنوبية، أم الاقصاب، الناظور، هنشير أم الخير، صولة، قروع الجدرة.                                                                                              |
| قابس       | قابـس المدينة           | 5           | المنطقة الأولى، المنطقة الثانية، المنطقة الثالثة، المنـطقة الرابعة، شط سيدي عبد السلام. |
| قابس       | قابـس الغربية           | 7           | الرماثي، بوشمة، النحال، الجواولة، شنني الشمالية، شنني الشرقية، شنني الغربية. |
| قابس       | قابـس الجنوبية          | 7           | تبلبو، سيدي أبي لبابة، زريق الدخلانية، المنطقة الخامسة، المدو، ليماوة، الأمازير. |
| قابس       | غنوش                    | 4           | غنوش الشرقية، غنوش الغربية، غنوش الجنوبية، غنوش الشمالية. |
| قابس       | المطوية                 | 7           | المطوية الشمالية، المطوية الجنوبية، وذرف الشمالية، وذرف الجنوبية، العكاريت، الهيشة، الميدة. |
| قابس       | منزل الحبيب             | 7           | وادي الزيتون، الفجيج، المهاملة، السقي، ربيعة والي، زقراطة، منزل الحبيب. |
| قابس       | الحامة                  | 13          | المنطقة الشمالية، القصر، المنطقة الشرقية (1)،المنطقة الشـرقية (2)، المنطقة القبلية، فرحات حشاد، شانشو، البحاير، بشيمة البرج، بشيمة القلب، بوعطوش، الحبيب ثامر، المنطقة الغربية.                  |
| قابس       | مطماطة                  | 3           | مطماطة، تشين، تمزرط. |
| قابس       | مطماطة الجديدة          | 5           | مطماطة الجديدة، هداج، الزراوة، بني عيسى، بني زلطن. |
| قابس       | مارث                    | 11          | مارث، مارث الشمالية، سيدي التواتي، الزركين، عيون الزركين، واريفين، الزارات، العلاية، عرام، كتانة، زريق الغـندري.                                                                                 |
| قابس       | دخيلة توجان             | 4           | توجان، زمرتن، عين تونين، دخيلة توجان. |
| مدنين      | مدنيـن الشمالية         | 8           | بني غزيل، 2ماي، مدنين الغربية، 20 مارس، مدنين الشمالية، أم التمر الغربية، أم التمر الشرقية، كوتين.                                                                                               |
| مدنين      | مدنين الجنوبية          | 10          | مدنين الجنوبية، مدنين الشرقية، اللبة، حسي عمر، وادي السدر، حسي مدنين، الدرغولية، السويطير، عمرة الجديدة، بوغرارة.                                                                                |
| مدنين      | بني خداش                | 13          | بني خداش، رحالة، الدخيلة، ورجيجن، وادي الخيل، زغاية، البنية، الفجيج، المنزلة، زمور، الحميمية، البحيرة، القصر الجديد.                                                                             |
| مدنين      | بنقردان                 | 12          | بنقردان الشمالية، بنقردان الجنوبية، الصياح، جميلة، المعمرات، العامرية، الطابعي، الوراسنية، جلال، النفاتية، الشهبانية، شارب الراجل.                                                               |
| مدنين      | جرجيس                   | 16          | جرجيس، 2 مارس، الطاهر صفر، الجدارية، البساتين، السويحل، وادي التياب، حسي الجربي، خوي الغدير، حمادي، هشام الحمادي، الغرابات، القريبيس، حمادي بوتفاحة، العقلة، شماخ.                               |
| مدنين      | جربة حومة السوق         | 11          | طاوريت، بوملال، الجوامع، فاطو، مزراية، صدغيان، والغ، السواني، الرياض، الحشان، مليتة. |
| مدنين      | جربة ميدون              | 7           | ميدون، اركو، المحبوبين، بني معقل، صدويكش، الماي، ربانة. |
| مدنين      | جربة أجيم               | 6           | أجيم، الخنانسة، مزران، قلالة، وادي الزبيب، القرع. |
| مدنين      | سيدي مخلوف              | 11          | سيدي مخلوف، القرين، المغراوية، الجرف، بدوي، عمرة، الراقوبة الشرقية، الدرجاوة، الراقوبة الغربية، الغباي، القصبة.                                                                                  |
| قفصة       | قفصة الشمالية           | 7           | قطيس، الرحيبة، الرحيبة الجنوبية، قصور الاخوة، المتكيدس، الفج، منزل ميمون. |
| قفصة       | سيدي عيش                | 6           | سيدي عيش، سيدي عيش الشرقية، العمايمية، منزل القمودي، القرية، السوينية. |
| قفصة       | القصر                   | 6           | القصر، القصر الشرقية، لالة، حي حشاد، عمرة، المطار. |
| قفصة       | قفصة الجنوبية           | 12          | قفصة المدينة، قفصة الشرقية، حي السرور، العسالة، سيدي احمد زروق، وادي ايلو، المولي، حي النور، حي الشباب، العقيلة، كاف دربي، الناظور.                                                              |
| قفصة       | أم العرائس              | 5           | أم العرائس المركز، أم العرائس المحطة، الشنوفية، السويطير، الدوارة. |
| قفصة       | سيدي بوبكر              | 2           | سيدي بوبكر، أم الأقصاب. |
| قفصة       | الرديف                  | 5           | الرديف المركز، الرديف الشمالية، الرديف الجنوبية، الرديف المحطة، تابديت. |
| قفصة       | المتلوي                 | 10          | المتلوي المركز، المتلوي المحطة، السقي القبلي، حي الامل الغربي، حي الامل الشرقي، المزيرعة، وادي الأرطة، المقرون، الثالجة، ريشة النعام.                                                            |
| قفصة       | المظيلة                 | 4           | المظيلة المركز، الحي العمالي، صهيب، السقي. |
| قفصة       | القطار                  | 6           | القطار الغربية، الأرطس، القطار الشرقية، العنق، الساكت، بئر سعد. |
| قفصة       | بلخير                   | 6           | العيايشة، بلخير، الطلح الشرقية، الطلح الغربية، جبيلة الوسط، أولاد الحاج. |
| قفصة       | السند                   | 4           | السند الشمالية، السند الجنوبية، ماجورة، عليم. |
| قفصة       | زانوش                   | 3           | زانوش، الجديدة، عبد الصادق. |
| توزر       | توزر                    | 10          | مسغونة، الزبدة، الهبائلة، الهوادف، القيطنة، رأس الذراع حلبة، الازدهار، حي المطار، الشابية، الحضر.                                                                                                |
| توزر       | دقاش                    | 6           | دقاش الشمالية، دقاش الجنوبية، سبع أبار، المحاسن، بوهلال، دغومس. |
| توزر       | تمغزة                   | 6           | تمغزة، الشبيكة، ميداس، عين الكرمة، فم الخنقة، الرميثة. |
| توزر       | نفطة                    | 8           | الشافعي الشريف، غرة جوان، الواحة، السنى، العيون، التحرير، الأصيل، الخضر بن حسين. |
| توزر       | حزوة                    | 3           | حزوة، حطام، عين أولاد الغريسي. |
| توزر       | حامة الجريد             | 3           | الحامة، شاكمو، النملات. |
| تطاوين     | تطاوين الشمالية         | 15          | النزهة، التضامن، النصر، وادي القمح، برورمت، تلالت، وادي الغار، المعونة، الزهراء، قطوفة، خاتمة، السعادة، القلعة الشرقية، القلعة الغربية، بني بلال.                                                |
| تطاوين     | تطاوين الجنوبية         | 15          | تطاوين المدينة، تطاوين العليا، المزطورية الجنوبية، المزطورية الشمالية، غرغار، حي البر، قصر المقابلة، شنني الجديدة، شنني، الدويرات، المسرب، الرقبة، رأس الوادي، بئر الثلاثين، بني بركة-تونكت.     |
| تطاوين     | الصمار                  | 3           | كرشاو، الصمار، الغرياني. |
| تطاوين     | البئر الأحمر            | 7           | البئر الأحمر الشرقية، البئر الأحمر الغربية، السند، العرقوب، قراقر، المدينة، البساتين. |
| تطاوين     | غمراسن                  | 10          | غمراسن، الواحة، الزهور، القرضاب، الفرش، قرماسة، قصر الحدادة، المدينة الجديدة، قصر المرابطين، وادي الخيل.                                                                                         |
| تطاوين     | ذهيبة                   | 2           | ذهيبة الشرقية، ذهيبة الغربية. |
| تطاوين     | رمادة                   | 7           | رمادة الشرقية، رمادة الغربية، نكريف، كنبوت، بئر عمير، برج الخضراء، مغنى. |
| تطاوين     | بني مهيرة               | 5           | قصر مهيرة، بني مهيرة الشرقية، قصر عون، المرة، الرهاش. |
| قبلي       | قبلي الجنوبية           | 9           | قبلي الجنوبية، بازمة، جمنة الشمالية، جمنة الجنوبية، بشلى، جرسين، البليدات، بني محمد، جنعورة. |
| قبلي       | قبلي الشمالية           | 10          | قبلي الشمالية، قبلي الشرقية، المنصورة، الرابطة، طنبار، ليماقس- استفطيمية، تلمين، تنبيب، سعيدان، القطعاية.                                                                                        |
| قبلي       | سوق الأحد               | 7           | المنشية، بوعبدالله، أم الصمعة، الزوية، بشري، فطناسة، نقة. |
| قبلي       | دوز الشمالية            | 5           | دوز الشرقية، العبادلة، القلعة، العوينة الشمالية، العوينة الجنوبية. |
| قبلي       | دوز الجنوبية            | 5           | دوز الغربية، العذارة، غليسية، نويل الشمالية، نويل الجنوبية. |
| قبلي       | الفوار                  | 5           | الصابرية الغربية، الصابرية الشرقية، غريب، بشني الدرجين ، غيدمة. |
| قبلي       | رجيم معتوق              | 2           | رجيم معتوق، المطروحة. |

مصدر : 